# Balassagyarmat vasútállomás
Balassagyarmat vasútállomás a MÁV elágazó állomása a Nógrád vármegyei Balassagyarmat városban. Az állomást a MÁV 75-ös (Vác–Balassagyarmat) és 78-as számú (Aszód–Balassagyarmat–Ipolytarnóc) vasútvonala érinti. Jelentős forgalmú regionális elágazó állomás.

## Története

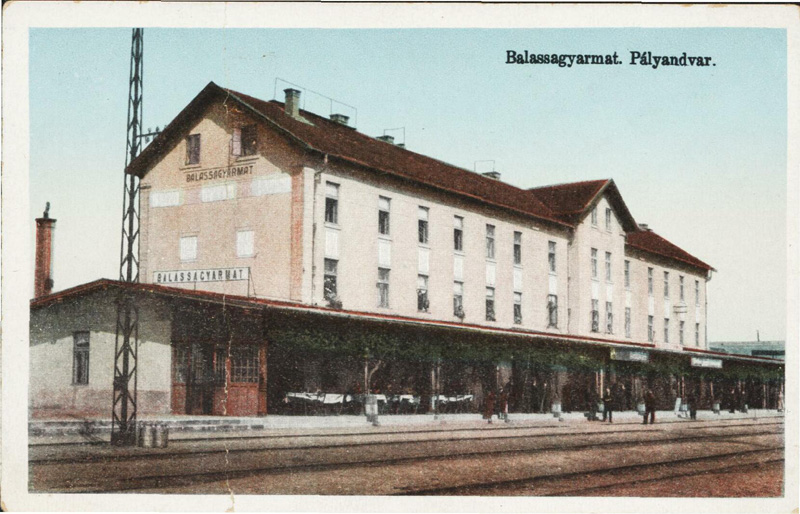
Az állomás épülete egy 1927-es képeslapon

Az Osztrák–Magyar Államvasút-Társaság 1890-ben kezdte meg a Ipolyság–Balassagyarmat-vasútvonalvonal építését az 1886-ban átadott Párkány–Ipolyság-vasútvonal folytatásaként. A szakasz ünnepélyes átadására 1891. augusztus 15-én kerül sor, azonban mivel az OMÁV magyarországi vasútvonalai államosították, az üzemeltetés már a Magyar Királyi Államvasutak kezdte meg. Az állomás felvételi épülete az ÁVT mellékvonali első osztályú állomásépület típusterve szerint épült, de már az átadáskor kicsinek bizonyult. A Nógrád Vármegyei Helyi Érdekű Vasút 1896. augusztus 15-én nyitotta meg az állomáshoz kapcsolódó Aszód–Balassagyarmat-vasútvonalat, amit tovább bővített a Balassagyarmat–Losonc szakasz átadásával december 1-jén.
A város képviselő-testülete 1907-ben kérelmezte a MÁV-tól az állomásépület bővítését, amit a társaság jóváhagyott, és a felvételi épületet kibővítették két földszintes szárnnyal és perontetővel. Az állomásra 1909-ben vetették be a villanyt, 1911-ben pedig megnyitották benne az első vendéglőt.
Az első világháborút követően a Felvidékre bevonuló Csehszlovák Légió 1919-ben átlépte a demarkációs vonalnak kijelölt Ipoly folyót. Ekkor Balassagyarmat vasútállomása és vasútja elfoglalása volt a cél. Január 15-én bevonultak a városba, ekkor még csak néhány légiós állomásozott, de a rákövetkező napokban már több mint 100 légiós tartózkodott a városban. Az állomásfőnököt elbocsátották, helyére egy csehszlovákot helyeztek, a vasutasoknak kötelező volt a szlovákot tanulni. A megszállók ellen január 29-én balassagyarmati vasutasok, polgárok és munkások felkeltek, a laktanyát kivéve még aznap kiűzték a megszálló erőket.
1923-ban a város tisztviselői ismét a MÁV-hoz fordultak a megyeszékhelyhez méltó állomásépület építésének ügyében. A tervek 1924-re készültek el, az átépített emeletes épületet 1925 nyarán adták át, helyet adva az emeleten a szolgálati lakásoknak és a vendégszobáknak, földszinten pedig a váróteremnek és az étteremnek. A város déli irányú fejlődése miatt már 1916-ban kérvényezték egy gyalogoshíd megépítését az állomás vágányai felett, azonban ezt csak 1929-ben építették meg.
A második világháború alatt 1941-től a vasútállomás személyforgalom mellett katonai szállítmányok mozgatását is végezte, mivel innen a vasút kitűnő utánpótlási vonalat jelentett, és a visszavonuló németek Hatvant és Budapestet elkerülve viszonylag nyugalomban haladhattak. Az 1944. december 9-ére virradó éjszaka bombázás során a felvételi épület előtt álló lőszeres kocsikat találat érte, amik berobbantak, ami pedig az állomásépület kigyulladását és pusztulását is okozta. Helyére 1945-ben egy földszintes ideiglenes fogadóépületet építettek, ami ma is szolgálja a vasúti forgalmat.

## Jellemzői
Az állomás területén működik a MÁV-START gépészeti telephelye és mozdonyfelvigyázója, valamint a MÁV pályafenntartási, biztosítóberendezési és távközlési szakaszai. A felvételi épületben kap helyet a forgalmi iroda, a váróterem és a MÁV-START személy- és számadópénztára. A jegypénztár időszakosan korlátozott jegykiadással működik. A belföldi vasúti jegyeken és bérleteken kívül a Volánbusz helyközi bérleteinek, valamint a BKK havi bérleteinek és napijegyeinek értékesítése is zajlik itt.
Az állomás 17 vágánnyal rendelkezik, ezek közül 6 fővágány, a többi 11 pedig különböző rendeltetésű mellékvágány. A 2–5. vágányok rendelkeznek keskeny, burkolt peronnal, melyek sínkoronától mért magassága 15 és 30 cm. A vágányokon nincs kiépített vonatbefolyásolás. A vágányok listája rendeltetésük és használható hosszuk szerint:
- 01: mellékvágány, rakodó (321 m)
- 02: fővágány, vonatfogadó és -indító (375 m)
- 03: fővágány, vonatfogadó és -indító (375 m)
- 04: fővágány, vonatfogadó és -indító (375 m)
- 05: fővágány, vonatfogadó és -indító (375 m)
- 06: fővágány, vonatfogadó és -indító (262 m)
- 07: fővágány, vonatfogadó és -indító (198 m)
- 08: mellékvágány, javító (252 m)
- 09: mellékvágány, rakodó (210 m)
- 10: mellékvágány, emelő (90 m)
- 11: mellékvágány, csonka (20 m)
- 12: mellékvágány, csatorna (50 m)
- 13: mellékvágány, csatorna (30 m)
- 14: mellékvágány, csatorna (30 m)
- 15: mellékvágány, mosó (75 m)
- 16: mellékvágány, szerelő (140 m)
- 17: mellékvágány, rakodó (210 m)

Az állomáson váltózár-kulcsazonosító berendezés üzemel, ebből adódóan valamennyi váltó helyszíni állítású, és egy váltót leszámítva mind fel van szerelve váltózárral. A váltók felügyelete az állomás páros (Drégelypalánk felőli) végén a II. számú, a páratlan (Magyarnándor és Szécsény felőli) végén a I. számú váltókezelői őrhely alá tartoznak. Az állomás nem biztosított szolgálati hely, ezért nem rendelkezik kijárati jelzőkkel, az állomás nem biztosított fény bejárati jelzőkkel és előjelzőkkel van fedezve, melyek jelölései Drégelypalánk felől „A” és „AEj”, Szécsény felől „B” és „BEj”, Magyarnándor felől pedig „C” és „CEj”.

## Megközelítése
A városközpont déli szélén helyezkedik el; közúti elérését csak önkormányzati utak biztosítják: a főtér felől a Bajcsy-Zsilinszky utcán (az egykori 21 327-es állomásra vezető út), a Kossuth Lajos út (2108-as út) felől pedig a Benczúr Gyula utcán érhető el.
Tömegközlekedéssel az alábbiak a megközelítési lehetőségei:
| Járat | Megálló                            | Távolság              |
| --- | ---------------------------------- | --------------------- |
| 1, 2, 3, 3B, 3C, 9, 9A                                                                                      | Vasútállomás                       |                       |
| 2, 3B, 7, 7A, 7B, 7D 1308, 1306 460, 3081, 3216, 3312, 3314, 3315, 3318, 3320, 3321, 3322, 3325, 3326, 3329 | Balassagyarmat, Benczúr Gyula utca | 350 m (gyalog 4 perc) |

## Forgalom
| Járat | Útvonal | Gyakoriság                                      |
| ----- | --- | ----------------------------------------------- |
| S750  | Vác – Kisvác – Fenyveshegy – Magyarkút-Verőce – Magyarkút – Szokolya – Berkenye – Nógrád – Diósjenő – Borsosberény – Nagyoroszi – Drégelyvár – Sáferkút – Drégely – Drégelypalánk – Ipolyvece – Dejtár – Ipolyszög – Balassagyarmat      | Napi 7 pár                                      |
| S750  | Drégelypalánk → Ipolyvece → Dejtár → Ipolyszög → Balassagyarmat | Munkanapokon és szombaton 1 Balassagyarmat felé |
| S780  | (Hatvan – Tura – Galgahévíz – Hévízgyörk –) Aszód – Iklad-Domony – Iklad-Domony felső – Galgamácsa – Galgagyörk – Püspökhatvan – Acsa-Erdőkürt – Galgaguta – Nógrádkövesd – Becske alsó – Magyarnándor – Mohora – Szügy – Balassagyarmat | 2 óránként                                      |
| S790  | Ipolytarnóc – Litke – Ráróspuszta – Nógrádszakál – Ludányhalászi – Szécsény – Hugyag – Őrhalom – Balassagyarmat | Napi 4 pár                                      |

## Képgaléria

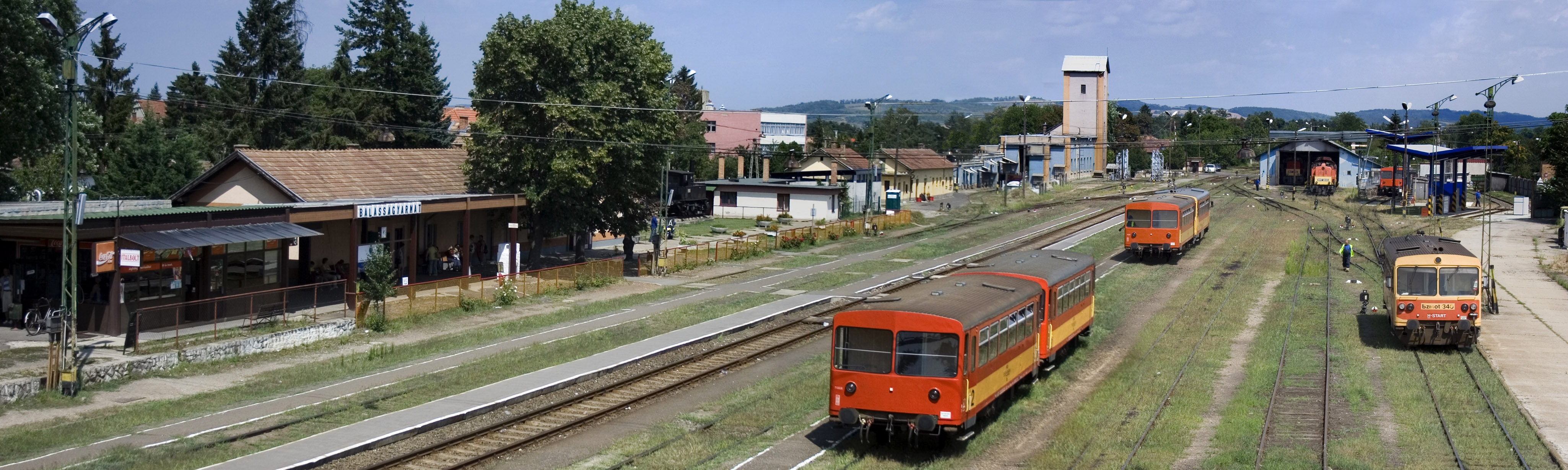
A vasútállomás panorámája
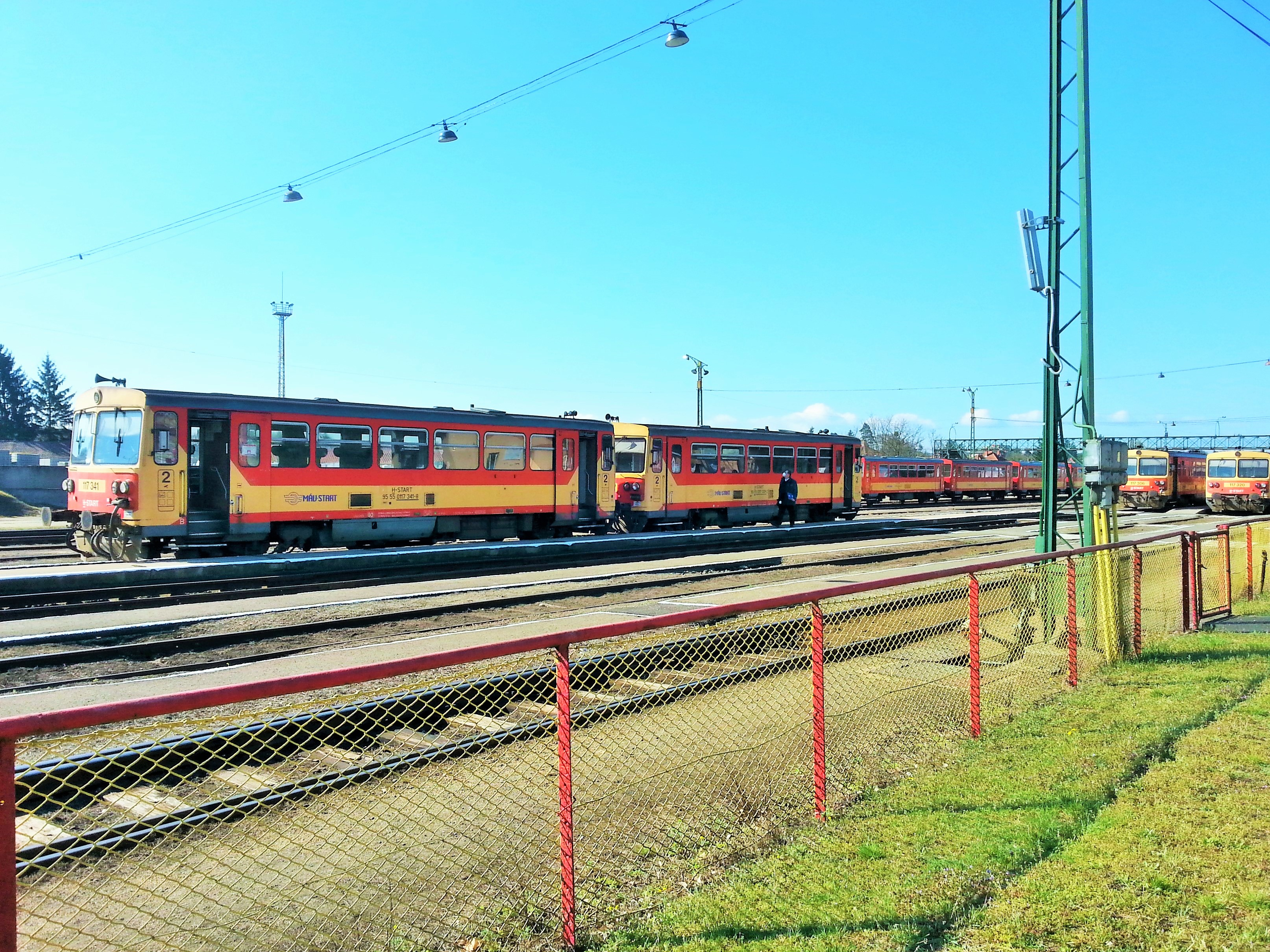
Bzmot (117-es sorozat) motorkocsik az állomáson
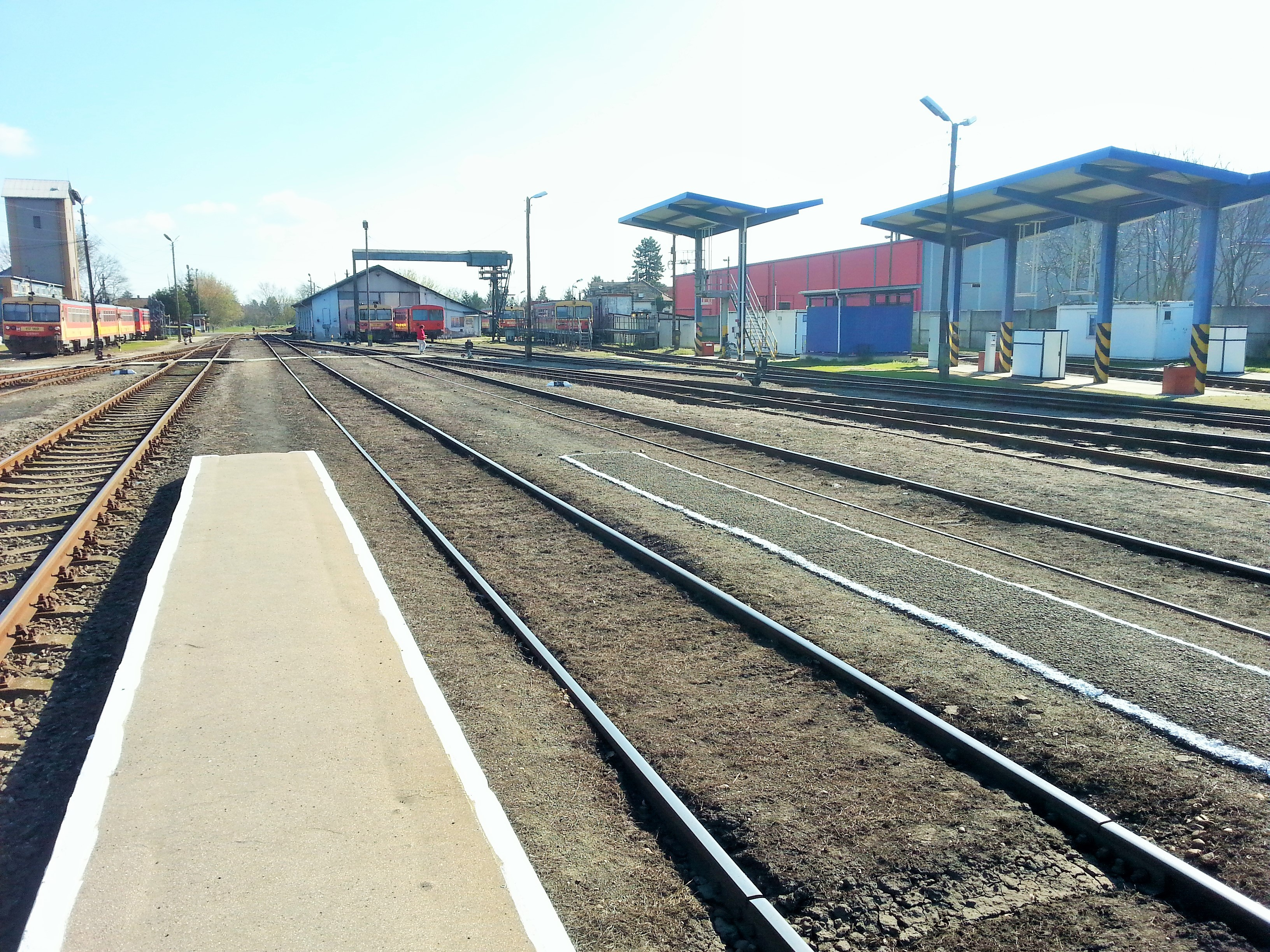
Gázolaj feladó kút és a gépészeti telephely
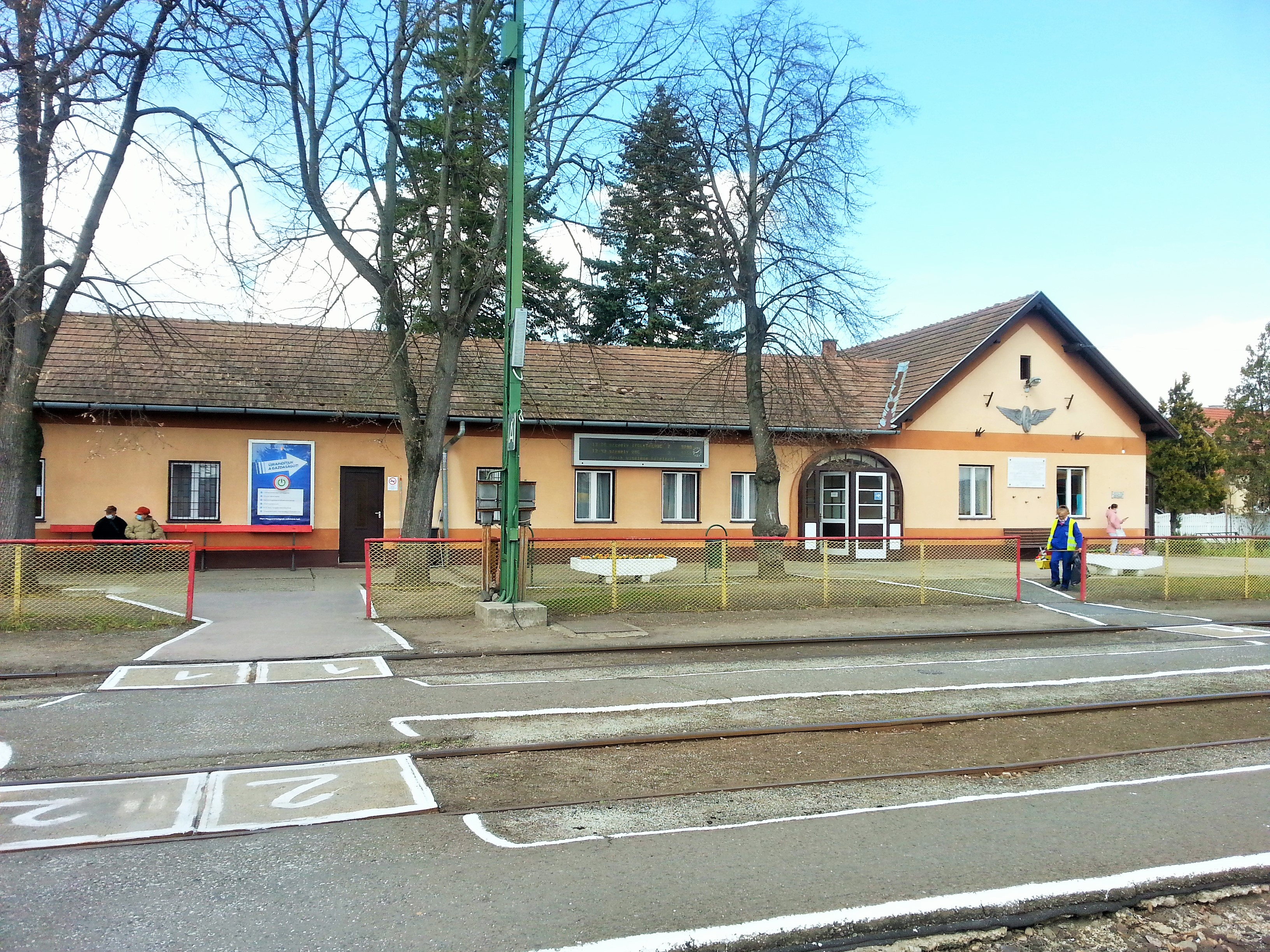
Felvételi épület
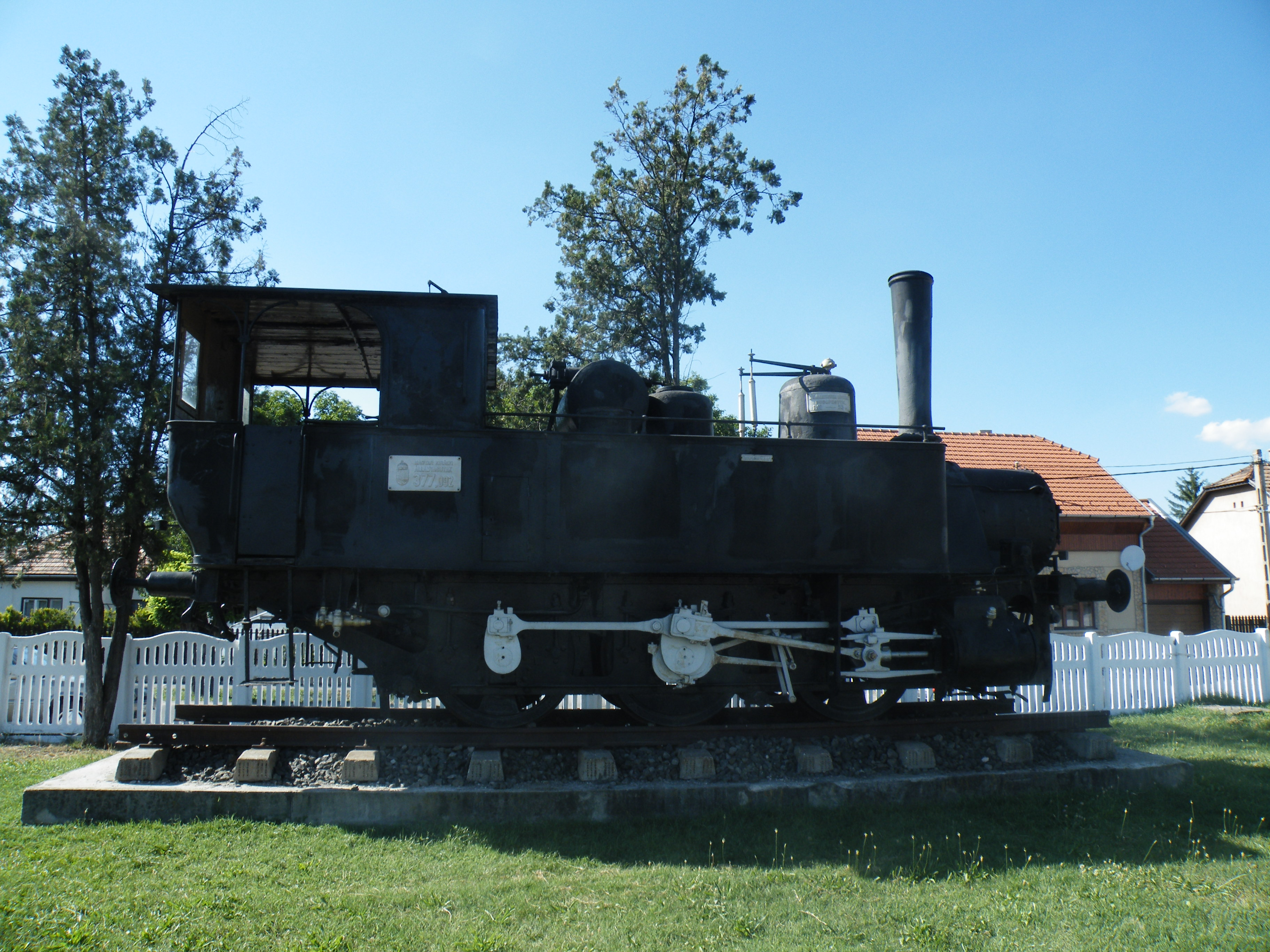
Egy MÁV 377 sorozatú gőzmozdony kiállítva az állomáson
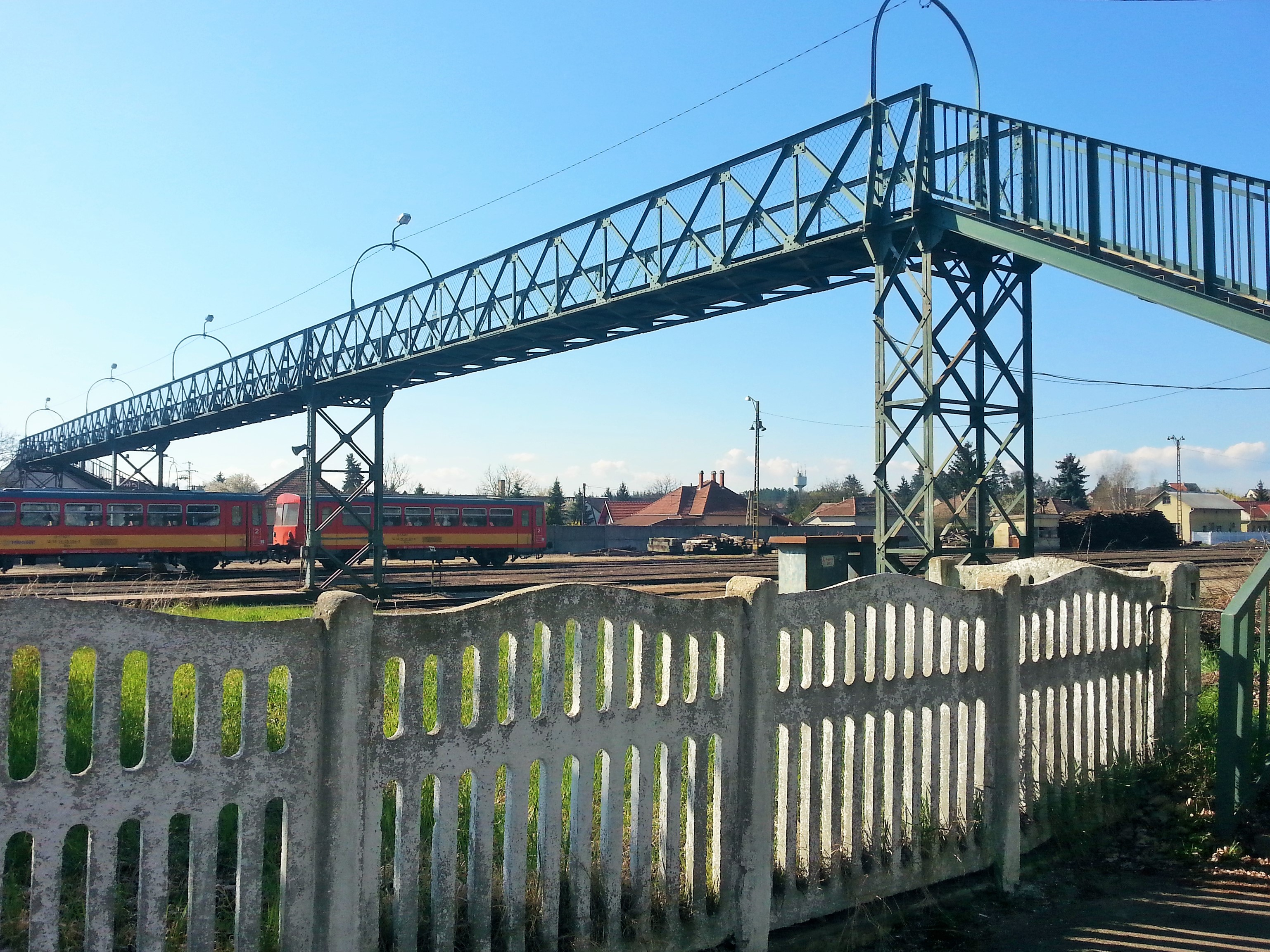
A vasútállomás gyalogoshídja
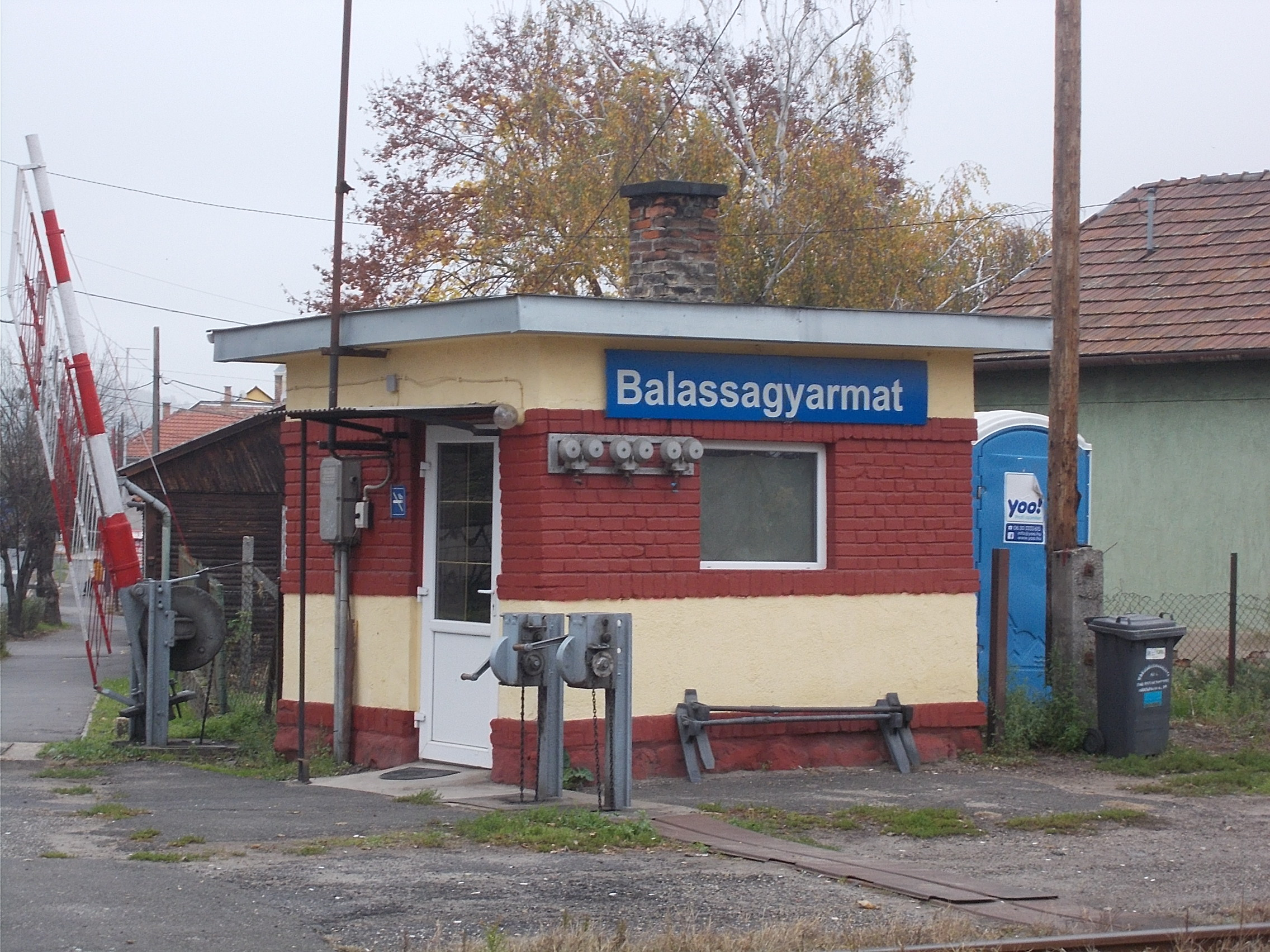
I. számú váltókezelői őrhely
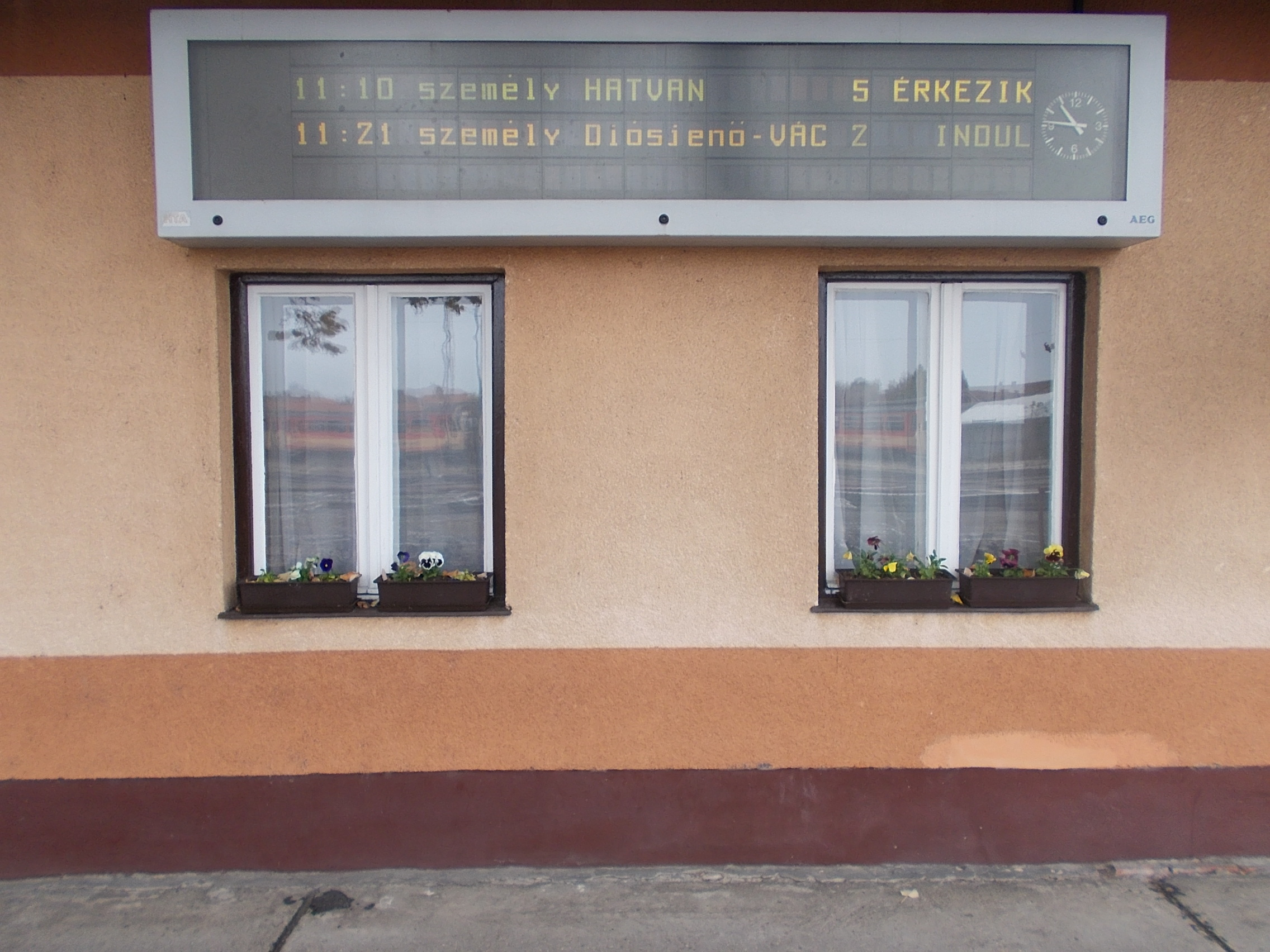
Összesítő kijelző a felvételi épület falán